# Incidente di Valensole
L'incidente di Valensole è il presunto atterraggio di un UFO nel 1965 presso Valensole in Francia nel campo di un agricoltore, Maurice Masse, il quale raccontò di avere avuto anche un incontro ravvicinato con due umanoidi.

## Cronologia degli eventi
Il 1º luglio 1965 alle 5.45 circa l'agricoltore Maurice Masse si recò a lavorare nel suo campo di lavanda. All'improvviso sentì una specie di fischio e vide in mezzo al campo una strana macchina di forma ovale, con una porta laterale aperta. Secondo il suo racconto, l'uomo si avvicinò e vide vicino alla macchina due individui di piccola statura che osservavano le piante; appena si accorsero di lui, uno di essi gli puntò contro una specie di tubo e l'agricoltore rimase temporaneamente paralizzato, pur potendo vedere e sentire. Masse vide che l'oggetto posava su sei zampe ed era sormontato da una cupola trasparente; i due individui avevano la statura di bambini di otto anni, indossavano una tuta grigio-verde a avevano una testa grossa e calva con la pelle bianca, le orecchie lunghe e una piccola bocca rotonda. I due entrarono nella macchina, che silenziosamente decollò, si spostò avanti di una ventina di metri e poi scomparì.
Dopo circa un quarto d'ora, Masse ricominciò a muoversi e si recò a Valensole in preda al panico; il proprietario di un bar, dopo averlo visto in quello stato, gli chiese cosa fosse successo e l'agricoltore gli raccontò la storia, omettendo alcuni particolari per non apparire ridicolo. Ripresosi un po', andò a fare rapporto alla stazione della gendarmeria.

## Indagini
L'inchiesta della gendarmeria fu condotta dal capitano Valnet e dai suoi collaboratori, che interrogarono il testimone e si recarono sul campo per un sopralluogo, trovando evidenti tracce sul terreno. Nel suo rapporto, la gendarmeria affermò che era avvenuto qualcosa di strano e non si poteva escludere l'ipotesi di un velivolo extraterrestre.
Il caso fu oggetto di indagine da parte degli ufologi Aimé Michel, Jacques Vallée e Jimmy Guieu, che riscontrarono l'apparente sincerità del testimone, affetto dopo i fatti da depressione e ipersonnia; questo fatto, accompagnato dal riscontro delle tracce sul terreno, secondo gli ufologi poteva fare escludere l'ipotesi della frode.

## Ipotesi
Il CNES classificò questo caso nella categoria D (fenomeni non identificati). L'ufologo Aimé Michel trovò un parallelo con l'avvistamento di Socorro, avvenuto l'anno precedente negli USA e classificato all'epoca come non spiegabile.
L'ufologo scettico Claude Maugé ha ipotizzato che si sia trattato di un fraintendimento: l'agricoltore avrebbe visto, senza riconoscerlo, un elicottero della sesta flotta statunitense in missione di spionaggio; piuttosto che riconoscere un'incursione sul suolo francese da parte di una nazione straniera, le autorità avrebbero preferito lasciare sviluppare la storia dell'incontro con gli occupanti di un veicolo extraterrestre.  